# Un uomo innocente
Un uomo innocente (An Innocent Man) è un film del 1989 diretto da Peter Yates.

## Trama
Jimmie Rainwood, tecnico-ingegnere dell'American Airlines, vive una vita tranquilla e pacifica assieme alla moglie Kate, fino al giorno in cui finisce vittima d'un imbroglio da parte di Mike Parnell e Danny Scalise, due agenti di polizia corrotti da un narcotrafficante locale che si serve di loro per liberarsi della concorrenza. I due poliziotti, dai metodi poco ortodossi, ricevono una "soffiata" da un loro informatore, ma sbagliano indirizzo e finiscono con lo sparare all'innocente Jimmie. Per evitare un'inchiesta nei loro confronti, i due poliziotti organizzano una messa in scena; mettono un'arma nelle mani di Jimmie, droga nell'abitazione e chiamano i soccorsi. A causa delle prove false, Jimmie è condannato ad una pena di sei anni da scontare in un penitenziario di massima sicurezza; non riesce infatti a dimostrare che non ha sparato a Parnell e Scalise durante l'irruzione in casa sua e che non deteneva né armi né droga. Mentre Kate s'impegna anima e corpo nella ricerca delle prove per far scagionare il marito, il tenente Fitzgerald, poliziotto rude ma onesto, inizia a pensare che Jimmie sia davvero innocente, vittima d'un raggiro da parte dei due agenti, sui quali ha da tempo dei sospetti, ma la mancanza di prove concrete impedisce al poliziotto d'agire in qualunque modo.
Nel frattempo Jimmie impara a sue spese la crudeltà della vita carceraria; subisce la durezza delle guardie, assiste all'assassinio d'un altro detenuto da poco conosciuto, è testimone di stupri e violenze di gruppo e viene preso di mira da un gruppo di carcerati neri capeggiati dal feroce Jingles. Messo ripetutamente alle strette dal malvivente e dai suoi compagni, Jimmie evita di reagire ma ben presto capisce, anche per le pressioni degli altri detenuti bianchi, che l'unico modo per convincere i suoi persecutori a lasciarlo in pace è quello d'uccidere Jingles.
Jimmie intanto stringe amicizia con Virgil Cane, un boss mafioso temuto e rispettato nel penitenziario, che gli rivela di trovarsi anche lui in carcere perché colto sul fatto da Parnell e Scalise, che uccisero la sua fidanzata sotto i suoi occhi e d'esser in attesa dell'occasione per vendicarsi di loro.
Col passare dei giorni, la situazione di Jimmie si fa sempre più disperata; dopo aver reagito all'ennesima provocazione di Jingles e dei suoi scagnozzi, viene selvaggiamente picchiato. Temendo, neanche a torto, di denunciare gli aggressori al direttore del carcere, viene anche condannato a passare 15 giorni d'isolamento. Terminata la punizione, viene nuovamente avvicinato da Jingles, questa volta con la minaccia d'una violenza sessuale da parte dell'intera banda, che lo costringe ad assistere ad uno stupro in corso su di un compagno bianco da parte d'un gruppo di detenuti neri. Esasperato dalle angherie subite, Jimmie decide di seguire i consigli datigli da Virgil e dagli altri carcerati e quindi di uccidere Jingles riuscendo, con l'aiuto di Virgil e dei suoi uomini, ad isolarlo dai compagni e pugnalandolo con un coltello ricavato da un pezzo di plexiglas, rimanendo inorridito da tale gesto, ma consapevole d'aver agito per salvarsi la vita. Sospettato dell'omicidio, pur senza prove della sua colpevolezza, viene condannato ad altri 3 mesi d'isolamento.
Nel frattempo Kate, decisa più che mai a trovare il modo d'aiutare il marito, viene minacciata da Parnell e Scalise, costringendo Fitzgerald ad intervenire per tutelare la sua incolumità. Trascorsi tre anni, Jimmie ottiene la scarcerazione per buona condotta; prima d'uscire dal penitenziario, confessa ad un contrariato Virgil che l'unica cosa che gli preme è riabbracciare la moglie e riprendere la vita di sempre.
Non appena ritornato a casa, Jimmie viene subito avvicinato da Parnell e Scalise, i quali vivono nel timore d'esser scoperti e comprende che i due non gli consentiranno mai di vivere in pace; decide pertanto di pianificare il modo di liberarsi di loro, facendoli accusare di contrabbando di cocaina con l'aiuto di Fitzgerald. Dopo aver ricevuto in carcere la visita di Kate, Virgil riesce ad ottenere tutte le informazioni sulle attività illecite di Parnell e Scalise e le trasmette a Jimmie tramite l'ex compagno di detenzione Malcolm. Durante l'operazione, Malcolm viene purtroppo ucciso dai due, i quali vengono però finalmente scoperti. Scalise, tentando la fuga, viene ucciso da Fitzgerald, mentre Parnell e Jimmie ingaggiano un duro e sanguinoso scontro, al termine del quale Jimmie sta per tagliare la gola a Parnell, ma viene fermato dall'arrivo di Kate.
Condannato a scontare la pena nello stesso penitenziario in cui è stato Jimmie, al suo arrivo nella prigione Parnell rivede Virgil, che lo sta aspettando desideroso di vendetta. Jimmie è finalmente libero di riprendere la sua vita di sempre.

## Produzione
Le riprese vennero svolte fra: Long Beach, Los Angeles, Pasadena, San Francisco, Cincinnati e Norwood; le scene inerenti al penitenziario vennero girate al Nevada State Prison di Carson City.

## Distribuzione
Il film è stato distribuito negli USA il 6 ottobre 1989 in 1561 cinema.

## Accoglienza

### Incassi
Complessivamente la pellicola ha incassato oltre 20 milioni di dollari.

### Critica
"Un uomo innocente avrebbe tutte le carte in regola per essere un buon film d'azione. Purtroppo però, oltre a un Selleck naturalmente a suo agio nella parte, Peter Yates non riesce a imprimere il giusto ritmo all'intera narrazione e il suo prodotto perde smalto col passare dei minuti. Le sequenze ambientate in penitenziario sono comunque interessanti e lo sguardo cinico del regista (sui giochi di potere e le gerarchie createsi sulla violenza e sul timore) è, a tratti, affilato al punto giusto." 
"Esagerato dramma carcerario dell'inglese Peter Yates, disposto ad abbandonare presto la denuncia civile per scopiazzare il tema di fondo del primo Rambo: la feroce vendetta personale. Cosa non si fa per soddisfare gli istinti più bassi di un pubblico da corrida. L'atletico Tom Selleck è uno Stallone fornito di baffi. Davvero un po' poco per eleggerlo a nuovo Clark Gable". (Massimo Bertarelli, 'Il Giornale', 21 agosto 2000)